# Katedrální probošt
Katedrální či dómový probošt (latinsky praepositus, německy Dompropst) je probošt kapituly při katedrále. Je jejím nejvyšším představitelem a zastupuje kapitulu navenek.
V některých kapitulách (například v mohučské kapitule) tento úřad neexistuje a řízení vykonává katedrální děkan.

## Status
Katedrálního probošta si volí ze svého středu kapitula a je potvrzován biskupem. Úloha katedrálního probošta je pevně určena statuty konkrétní kapituly. Obvykle zastupuje kapitulu při styku s vnějškem a často bývá odpovědný za správu majetku. Vnitřní řízení kapituly je zpravidla záležitostí katedrálního děkana.